# Tunak Tunak Tun
《Tunak Tunak Tun》（簡稱Tunak）是由印度歌手達雷爾·馬哈帝创作的爱情流行歌曲。该曲于1998年发行出版。这首歌因为同时融入了流行元素和印度传统的演唱方式，并且在MV中達雷爾·馬哈帝化身为四位魔法师并且参入了印度传统的巴恩格拉的舞蹈方式，受到了网友们的追捧。
這首歌鞏固了馬哈帝當時印度流行歌手之王的地位，並在2000年代成為網路迷因。

## 歌名釋義
（Tunak）在旁遮普语中特指印度的一种敲击乐器，而（Tun）是指該乐器所敲击出的声音。

## 音樂錄影帶
这首歌的音樂錄影帶（MV）是印度第一个使用抠像技术制作的影片。當時馬哈帝為反駁外界批評他只是靠MV中的美女而走紅，於是花了約2千5百萬盧比（當時約相等於61萬美元）的巨額使用當時最新的技術來製作這支只有他自己出現的影片。MV从用电脑制作的形似莫斯科聖瓦西里教堂的建筑的日出开始，伴着马哈帝的高音吟唱，四枚类似于彗星的东西落入地球，在落地后他们就化身为四位身着不同颜色印度服装的人，皆为马哈帝所扮演。然后他们“四人”就开始演唱，（Tunak Tunak Tun, da da da）一词反复出现。
截止2022年10月1日，上传至索尼印度YouTube频道的MV播放量超过2亿。

## 網絡流行
该曲在网络发表后，很快遭到了网民的恶搞。。
- 台灣：2001年左右這首歌被放在巴哈姆特，由於此時臺灣偶像團體F4正紅，網友遂將扮成四人的歌手稱為“印度F4”。2006年11月10日批踢踢就可板網友將本歌再度搜出並將歌詞全文空耳寫出[9]，除了「督嚕督嚕督大大大」外，歌詞中許多諧音諸如「甜心（Dholna）」近似台語幹你娘（台羅：kàn-lín-niâ）引發笑點，一時間風靡網路，並帶起網友空耳其他印度歌曲的風潮，例如電影《Donga》中由赤拉尼維演唱的《發射子彈》（英語：Golimaar，俗稱「印度麥可」）[10][11]。
- 中國大陆：网民对《Tunak Tunak Tun》歌词进行的空耳字幕，不斷重複的狀聲詞被惡搞為「多冷的隆冬淡淡的」，其中出现的“我在东北玩泥巴”一句，几乎成为这首歌的中國內地媒體對此歌曲稱呼的名字，此外还会使用的名字是《东北之冬》、《多冷的隆冬》，其中的“俺在大连没有家”也成为了流行用语。《暴走擼啊擼》也曾用此歌當片尾曲。[12]

## 文化影响
- 在2017年辽宁卫视春晚上由王宁、赵博、大兵和柳岩出演的小品《若要人不知》[13]中，有2段由柳岩和王明先后现场模仿的《Tunak Tunak Tun》中的舞蹈。该小品中，此舞被當作为色诱专用舞蹈。
- 在2020年的中印对峙中（2020年9月），解放军使用扬声器对印方播放“旁遮普语歌曲”，環球時報稱歌曲就是《Tunak Tunak Tun》。[14][15][16]
- 2025年5月7日印巴空战中，印度被巴基斯坦击落6架战机，而巴方未有损失。对此，中国大陆网红“豪哥哥”迅速改编了《Tunak Tunak Tun》，歌词中提到“刚买的飞机被打啦”，并以夸张的方式表现出对印度的嘲讽[17]。这首歌在短时间内在中国走红，并在国际网络上逐渐形成热度，更有用户进行模仿。[18]而印度网民对此视频反应强烈，认为其“丑化印度文化”，并要求封禁该内容[19]，甚至威胁进行外交抗议[20][21]。

## 排行榜
| 排行榜（2016年）               | 最高 名次 |
| ------------------------------ | --------- |
| 比利時（Ultratop 50 Flanders） | 28        |